# Saint-Maurice-sur-Aveyron
Saint-Maurice-sur-Aveyron ist eine französische Gemeinde mit 842 Einwohnern (Stand 1. Januar 2022) im Département Loiret in der Region Centre-Val de Loire. Sie gehört zum Arrondissement Montargis und zum Kanton Lorris. Ältere Schreibweisen des Ortsnamens sind: Saint-Maurice-sur-Averon und Saint-Maurice-sur-Laveron. Der Ort liegt am Fluss Aveyron.

## Bevölkerungsentwicklung
- 1962: 1042
- 1975: 0820
- 1990: 0721
- 1999: 0769
- 2018: 0859

## Sehenswürdigkeiten
- Ruinen der Zisterzienser-Abtei Fontainejean, gegründet 1124

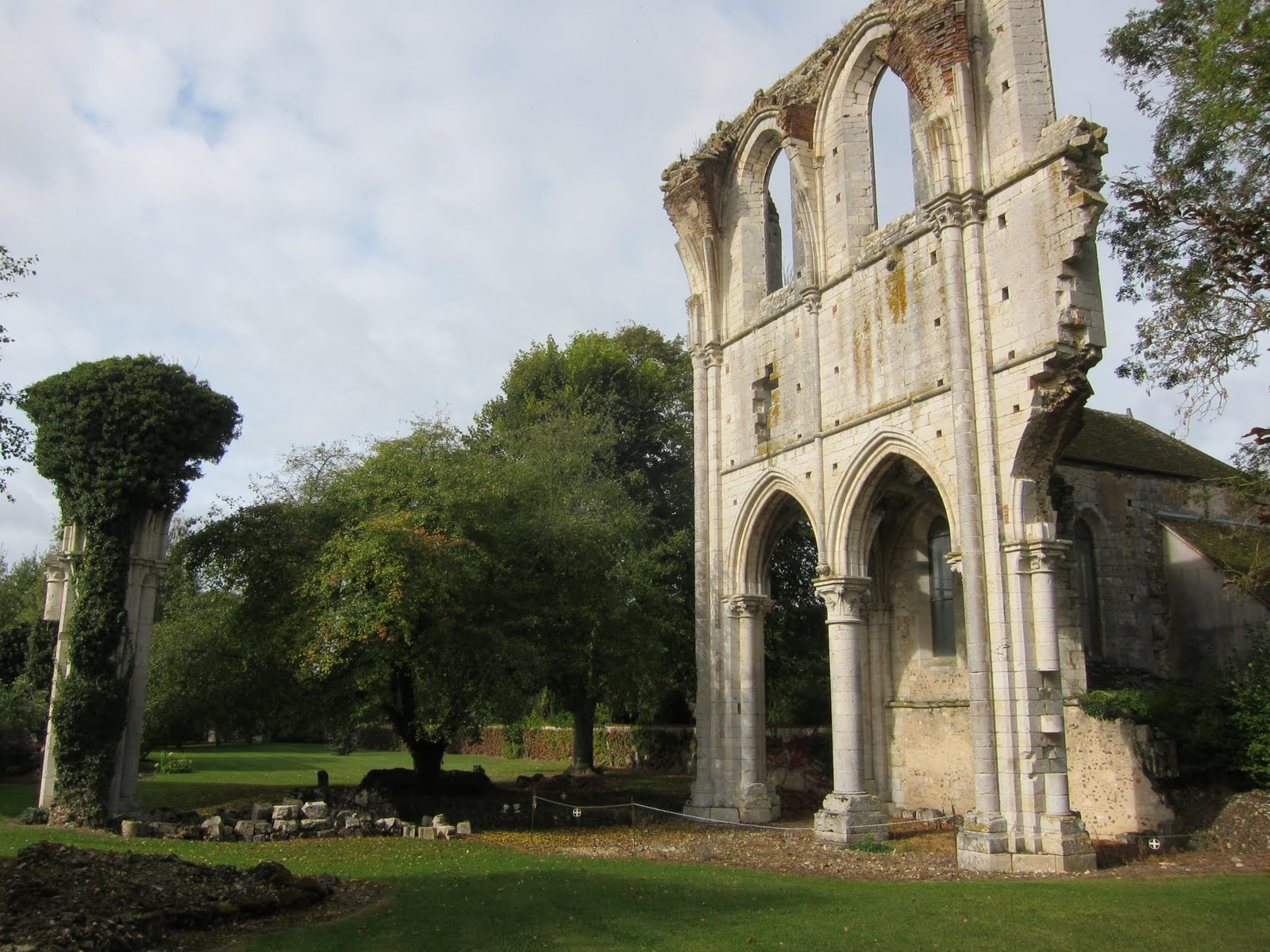
Ruinen der Zisterzienser-Abtei Fontainejean

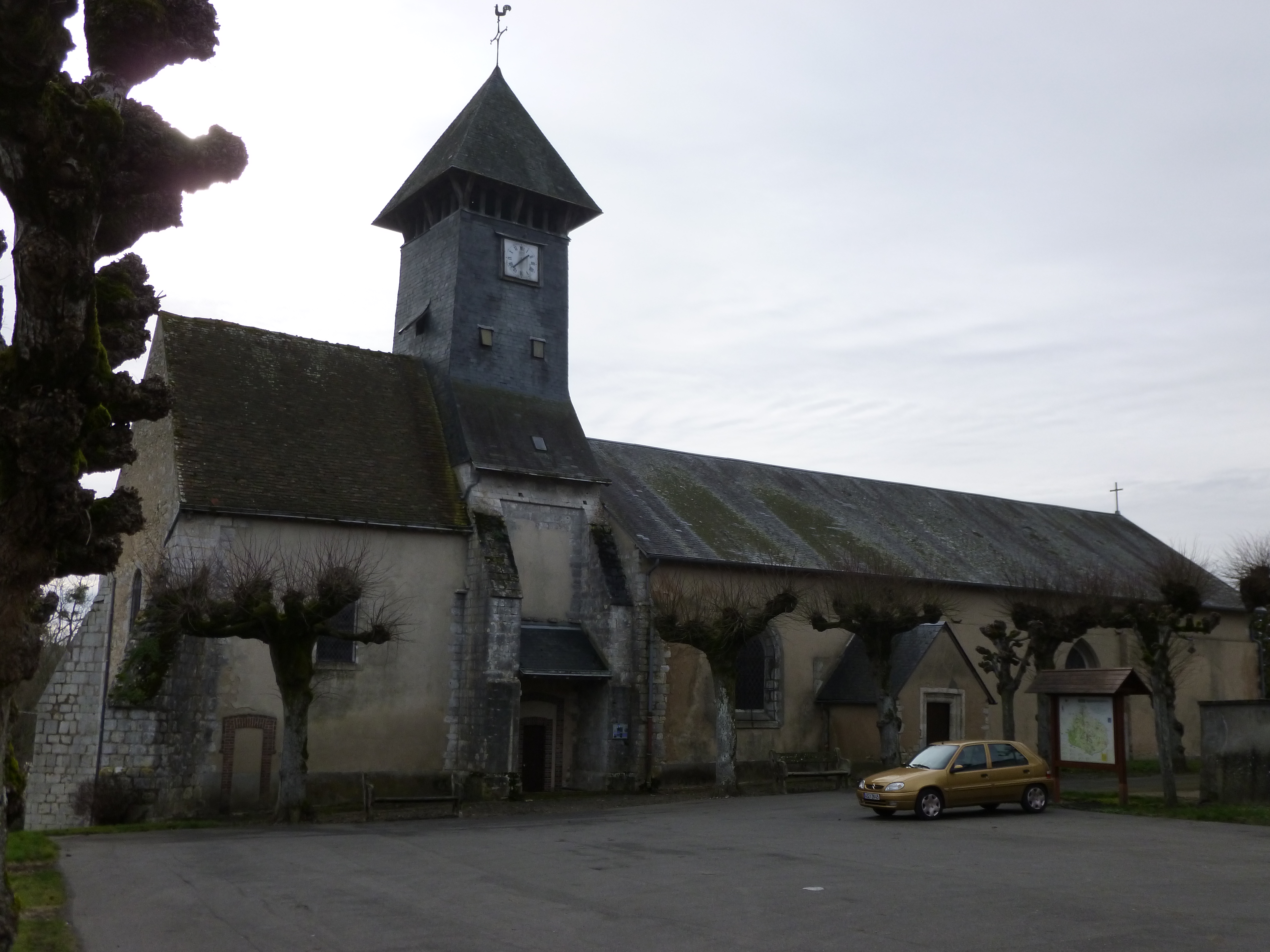
Kirche Saint-Maurice
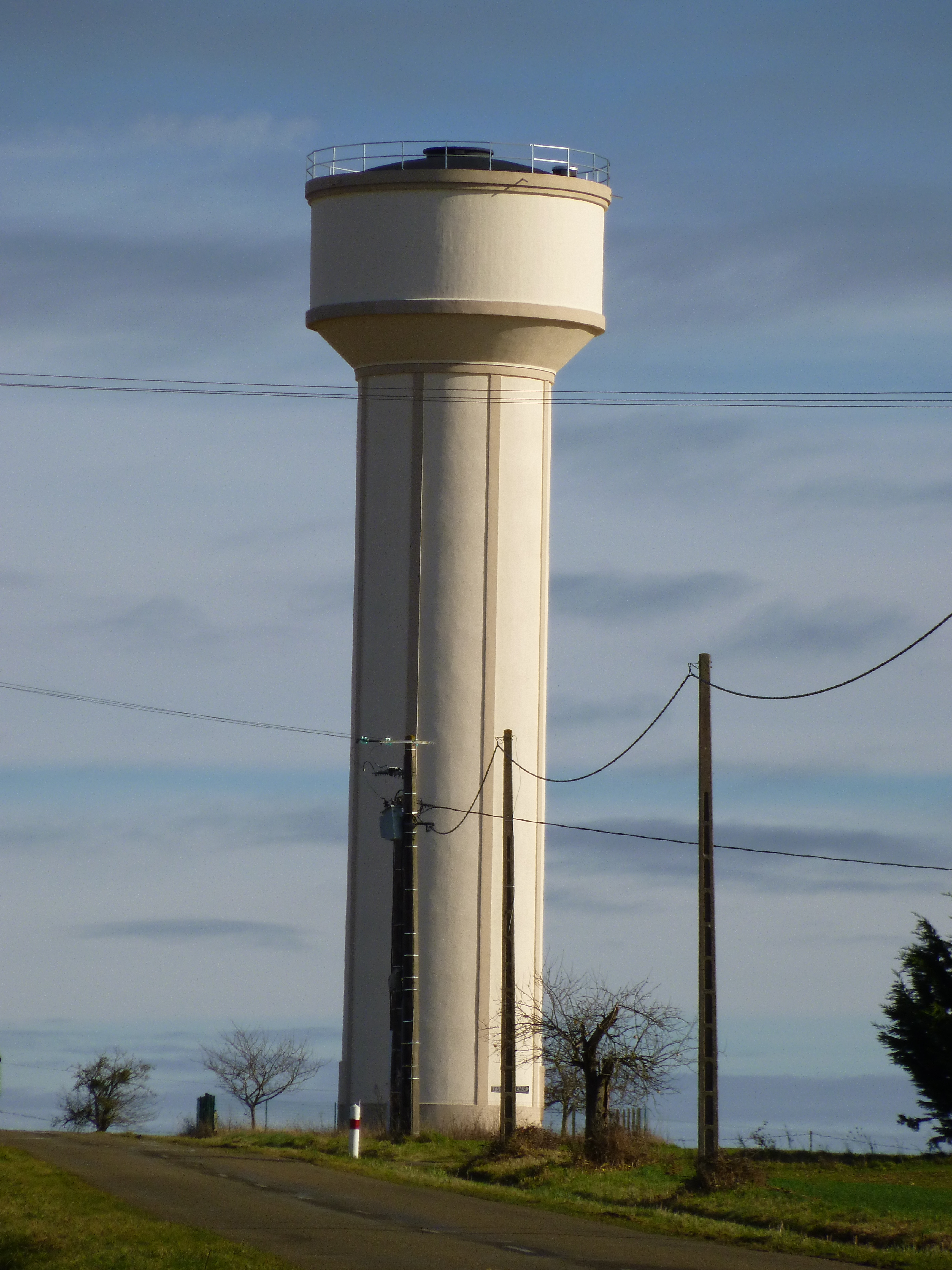
Wasserturm

- Kirche Saint-Maurice
- Wasserturm